# Christina Lake, British Columbia (sjö)
Christina Lake är en sjö i Kanada.   Den ligger i provinsen British Columbia, i den södra delen av landet, 3 200 km väster om huvudstaden Ottawa. Christina Lake ligger 446 meter över havet. Arean är 25,5 kvadratkilometer. Den sträcker sig 17,8 kilometer i nord-sydlig riktning, och 6,6 kilometer i öst-västlig riktning.
Följande samhällen ligger vid Christina Lake:
- Christina Lake (986 invånare)

I omgivningarna runt Christina Lake växer i huvudsak barrskog. Trakten runt Christina Lake är nära nog obefolkad, med mindre än två invånare per kvadratkilometer.